# Stefan Sutkowski
Stefan Sutkowski (ur. 7 marca 1932 w Warszawie, zm. 22 kwietnia 2017 tamże) – polski muzykolog, oboista, działacz kulturalny, twórca Warszawskiej Opery Kameralnej.

## Życiorys
Syn Adama i Marii. Grę na oboju studiował w Państwowej Wyższej Szkole Muzycznej w Warszawie. Został absolwentem tej uczelni w 1955, cztery lata później uzyskał dyplom z muzykologii na Uniwersytecie Warszawskim. Od 1954 do 1974 jako oboista występował z Orkiestrą Symfoniczną Filharmonii Narodowej. Jednocześnie angażował się w inicjatywy kulturalne. W 1957 zajął się organizacją zespołu muzyki dawnej pod nazwą Musicae Antiquae Collegium Varsoviense. W 1961 zainicjował utworzenie Sceny Kameralnej, na bazie której powstała Warszawska Opera Kameralna. Stefan Sutkowski od początku związał się z tą placówką, obejmując stanowisko dyrektora naczelnego i artystycznego (zajmując je do 2012).
Kierowana przez niego instytucja rozszerzała stopniowo swoją różnorodną ofertę muzyczną. Powstawały w jej ramach także Scena Mimów i Operowa Scena Marionetek, powołano przy niej Ośrodek Dokumentacji i Badań Dawnej Muzyki Polskiej. W 1980 zainaugurowano Festiwal Muzyka Staropolska w Zabytkach Warszawy. W 1991 w ramach Warszawskiej Opery Kameralnej Stefan Sutkowski zorganizował Festiwal Mozartowski poświęcony twórczości Wolfganga Amadeusa Mozarta, który od tego czasu stał się imprezą coroczną. Dwa lata później zainicjował Festiwal Oper Barokowych. Na scenie Warszawskiej Opery Kameralnej zapoczątkowano również kolejne festiwale: Gioacchina Rossiniego (1999), oper staropolskich (2000), Georga Friedricha Händla (2000).
Jako kierownik muzyczny od początku lat 60. brał udział w tworzeniu opracowań muzycznych dla teatrów dramatycznych i lalkowych. Współpracował m.in. z Kazimierzem Dejmkiem w Teatrze Narodowym. W latach 1971–1981 był wiceprezesem i następnie prezesem Stowarzyszenia Polskich Artystów Muzyków (SPAM). Przyczynił się także do powstania Fundacji Pro Musica Camerata, zajmującej się działalnością wydawniczą w zakresie nut oraz płyt kompaktowych z muzyką polską.
Był członkiem Rady Powierniczej Zamku Królewskiego w Warszawie.

## Odznaczenia i wyróżnienia
Odznaczony m.in. Krzyżem Komandorskim z Gwiazdą (1996), a w 2001 postanowieniem prezydenta Aleksandra Kwaśniewskiego – „w uznaniu wybitnych zasług dla kultury polskiej” – Krzyżem Wielkim Orderu Odrodzenia Polski.
Posiadał wyróżnienie Odznaka Honorowa „Zasłużony dla Mazowsza” oraz Medal Pamiątkowy „Pro Masovia”. Wyróżniony w 1995 nagrodą Paszport „Polityki” w kategorii muzyka poważna. W 2002 otrzymał Nagrodę im. prof. Aleksandra Gieysztora. W 2001 został doktorem honoris causa Akademii Muzycznej w Warszawie. Otrzymał tytuł członka honorowego Polskiego Stowarzyszenia Pedagogów Śpiewu.